# Vollmersbach
 Vollmersbach là một đô thị thuộc huyện Birkenfeld, trong bang Rheinland-Pfalz, phía tây nước Đức. Đô thị Vollmersbach có diện tích 2,44 km², dân số thời điểm ngày 31 tháng 12 năm 2006 là 559 người.